# ダン・ニー

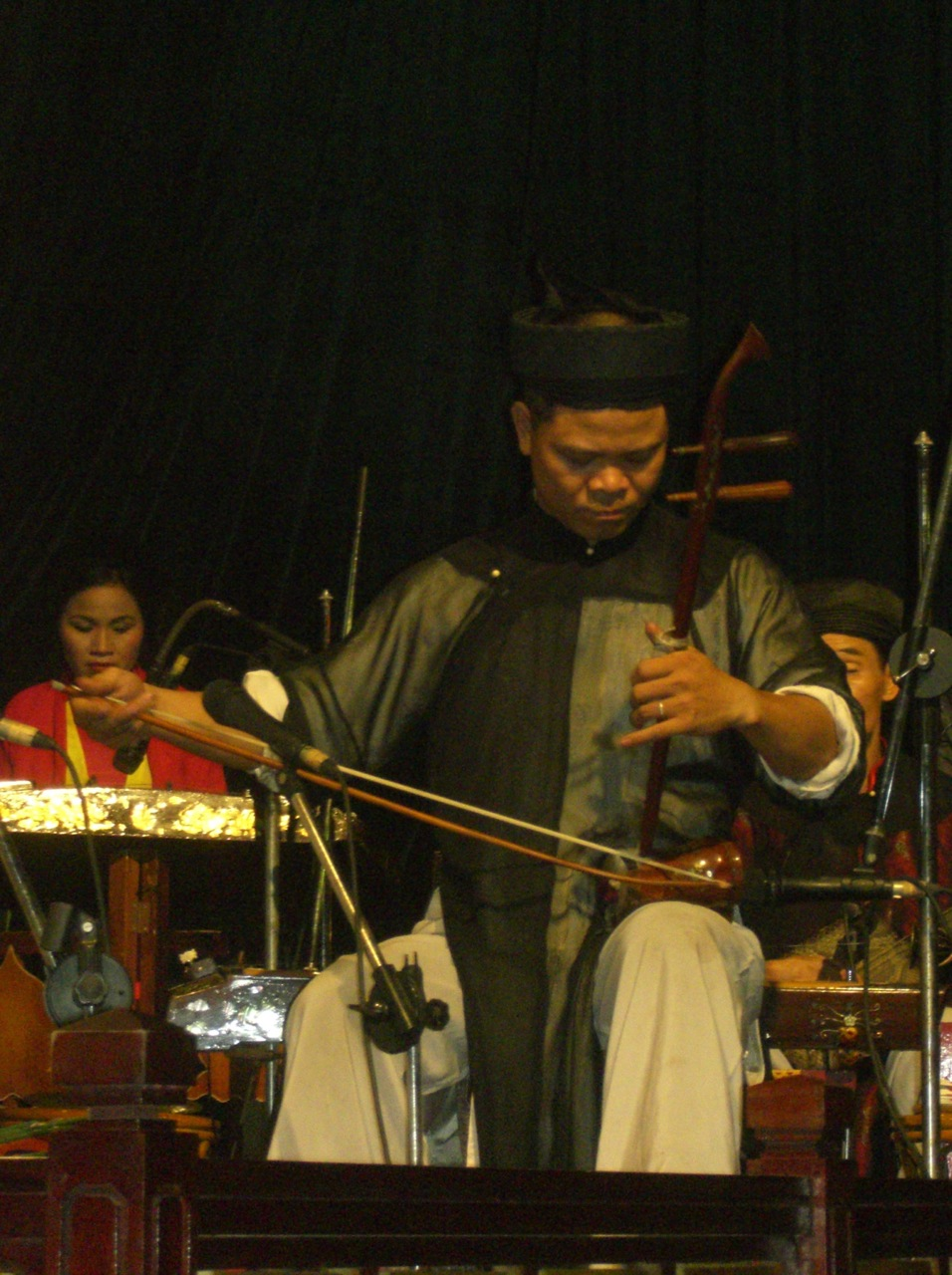
ダン・ニー奏者

ダン・ニー（ベトナム語：đàn nhị / 彈二）またはダン・コー（ベトナム語：đàn cò）は、ベトナムの民族楽器の一つである。2弦の擦弦楽器である。共鳴胴には蛇の皮が張られる
中国の胡琴に近く、ニー (nhị) とはベトナム語の漢越詞（漢語由来の語）で2を意味している。